# Pietro Abbà Cornaglia
Pietro Abbà Cornaglia (Alessandria (Piemont), 20 de març, 1851 - Idem. 2 de maig, 1894), va ser un compositor, pianista, organista, director de cor, pedagog musical i historiador musical italià.

## Biografia
El pare de Pietro Abbà Cornaglia era Maurizio Abbà. La seva mare, Angela Molinari, era modista. Després de la mort de Maurizio, Angelina es va casar amb el mestre Pietro Cornaglia. D'aquí ve el doble cognom. Cornaglia va despertar l'interès del nen per la música i va rebre d'ell les seves primeres lliçons de música. Als sis anys ja tocava l'orgue. Als vuit anys va tocar en oficis de celebració de l'església i concerts. Va assistir al Conservatori de Milà de 1868 a 1871 i va estudiar piano amb Antonio Angeleri, orgue amb Francesco Almasio, composició amb Lauro Rossi i Alberto Mazzucato i literatura amb Emilio Praga. La seva tesi, la cantata Caino ed Abele (Caín i Abel), va rebre un primer premi i una medalla d'honor. El 1870 la seva composició per a piano, l'elegant Valzer Il Reno, va guanyar un premi a l'Exposició de Belles Arts d'Alessandria.
Aviat va desenvolupar una bona reputació. El 1875 va donar un concert ben rebut a Torí per al Comitato dei Veterani delle patrie battaglie 1848-1849 [Comitè de Veterans de la Lluita per la Llibertat 1848-1849]. Durant aquest temps va escriure algunes obres de música d'església i de cambra que van ser apreciades pels seus contemporanis. Va guanyar un concurs de composició a l'Acadèmia Nacional de Santa Cecília en el 27è aniversari de la mort de Carles Albert I amb una Messa di Requiem. Aquesta obra va ser estrenada amb una gran orquestra a la catedral de Torí el 28 de juliol de 1876, aniversari de la seva mort. La seva primera òpera, Isabella di Spinola, va seguir a Milà el 1877. Es va estrenar el 20 de maig sota la direcció d'Arrigo Boito i es va repetir deu vespres. Diverses revistes musicals italianes van publicar algunes de les seves composicions durant aquest temps.
Com a concertista de pianista va fer gires de concerts. a Alemanya i Espanya. Finalment va tornar a Alessandria. Des de 1880 fins a la seva mort va ser director de banda i organista de la catedral d'Alessandria. Va fundar una escola de composició, contrapunt, cant i piano i va dirigir els concerts de l'"Associazione filarmonica alessandrina". L'òpera Maria di Warden es va estrenar a Venècia el 1884.
El 28 d'agost de 1888 es va casar amb la seva antiga alumna, la professora de piano Elisa Costa de Vercelli. L'estrena de l'òpera Una partita a scacchi va seguir a Pavia el 1892. Va escriure crítiques musicals sobre activitats musicals a Alessandria al diari musical de Milà "Gazzeta musicale di Milano". El 4 de juny de 1893, per a la representació de l'òpera Otello de Giuseppe Verdi. El 1894 va morir a Alessandria d'apendicitis mal tractada.
El cantant Vincenzo Benedetto, veu alta de mezzosoprano amb una gamma de sol petita a do triple sense falset, va ser estudiant de cant d'Abba Cornaglia.

## Obres (selecció)
Obres escèniques

- Isabella Spinola; Uraufführung am 20. Mai 1877, Teatro Carcano a Milà;[8][9] 1878 wurde im Teatro Carlo Felice in Genua eine umgearbeitete Fassung aufgeführt, die vom Publikum wohlwollender als bei der Uraufführung aufgenommen wurde.[10]
- Maria di Warden; Estrena al Teatre Rossini de Venècia el 29 de novembre de 1884.[11]
- Una partita a scacchi; [Una partida d'escacs]; Estrena el 13 de febrer de 1892 al Teatre Fraschini de Pavia.[12]

Música d'església (selecció)

- Kantate Caino e Abele, 1871 El programa de la cantata inclou el sacrifici d'Abel, la ira de Caín, l'assassinat, la maledicció de Déu i la fugida de Caín.[2]
- Magnificat für Solotenor, Männerchor (Tenor, Tenor, baríton) i orgue en la bemoll majorRISM No. 850039892
- Messa da Requiem; estrenada a la catedral de Torí el 28 de juliol 1876
- Messa brevis a due parti corali; per a 2 veus de cor i orgue; ed. amb Francesco Blanchi, Torí 1882.[15]
- Salve regina per il Postcommunio per a veu i orgue; ed. amb Francesco Blanchi, Torí.[16]

Per a veu, violí i piano

- E tu dormi: Notturno per a veu, violí i piano ed. prop de Sonzogno, Milà; Inici del text: Poco l'ora e o mai lontana.[17]

Per a veu i piano

- La maliziosa: Ritornello brillante; Text: Rodolfo Paravicini; Textanfang:Il mio bel damo mi diede un fiore; ed. prop de Sonzogno, Milà; 7 de maig de 1887;[18][19]
- Mi amo per gelosia: Albumblatt: Romanç; a: Música popular: Any IV n. 8; Adreça de text:: Io piangeva a suoi piedi[20]
- Vorrei essere una rondine: fragment de prosa musicat; Cançó; hrsg. amb Francesco Blanchi, Torí[21]
- L' Oriol infedele: Aria valzer per a; Mezzo-soprano o baríton i acompanyament de piano en si major; ed. amb Giovanni Canto, Milà; 1876[22]
- Non mi negar amore! Romança per a tenor o mezzosoprano amb acompanyament de piano ed. amb Francesco Lucca[23]
- Cos'hai donna?: Vals per a soprano i piano; Text: Enrico Panzacchi; ed. amb Francesco Blanchi, Torí[24]
- Amor sublime!: per a veu i piano; Text: Traducció d’un sonet de Heinrich Heine; ed. prop de Sonzogno, Milà, 1884 OCLC 733124312
- Era la tenda; Melodies; Adreça de text: Aquesta nit he allargat la meva caminada;ed. prop de Sonzogno, Milà[25]

Per a piano a quatre mans

- Accordez le violon: Polka capritxosa característica G-Dur: ed. amb Giovanni Canti, Milà[26]
- Isabella Spinola; Simfonia; Arranjament per a piano a quatre mans de Pietro Abbà Cornaglia; mi menor; ed. amb Francesco Blanchi, Torí[27]
- Sangue italiano: Gran vals en concert; B-Dur; ed. amb Giovanni Canti, Milà; 1876[28]
- Sempre avanti Savoia|.. (Regina Margherita): Grandioso marziale; març; si major; dedicada a: Ai nostri Prodi a l'Àfrica [els nostres herois a l'Àfrica]; ed. a A. Pigna de Milà[29]
- Spagnoletta; re menor; ed. a G. Ricordi&Co.; Milà[30]

Per a piano

- Alle porte del Paradiso [A les portes del paradís]: Cor serafic sense paraules; introducció al cant del Paradís de Dante F-Dur; Tito de Gio Ricordi i Francesco Lucca de G. Ricordi; 1892[31]
- L' Ave Maria della sera [L'Ave Maria al vespre]: Meditació; si major; ed. amb Francesco Lucca, Milà; guardonat amb una medalla a l'Exposició de Belles Arts d'Alessandria[32]
- Il bacio degli angeli [El petó dels àngels]; Capriccio grazioso mi bemoll major; ed. amb Francesco Lucca, Milà; guardonat amb una medalla a l'Exposició de Belles Arts d'Alessandria[33]
- Che cos'e l’amor? [Què és l'amor?]: Risposta melòdica La bemoll major; amb Giovanni Canti, Milà[34]
- La danza degli amori [La dansa de l'amor]: Capriccio elegant re major[35]
- Desiderio [Desig]: Romanza senza parole [Romanç sense paraules]; ed. a Giudici e Strada, Torí[36]
- Espansioni dell’anima [Extensions de l'ànima]: Capriccio grazioso mi bemoll major; ed. amb Giovanni Canti, Milà[37]
- Gara velocipedistica [Radrennen]: Galop imitatiu per a piano; ed. amb Giudici e Strada; Torí[38]
- Inni d’amore [Cançons d'amor]: Polka elegant Fa major; ed. amb Giovanni Canti, Milà; amb motiu del casament de Vittoria Panelli i Giuseppe Pogio[39]
- Lontan dagli occhi![Fora de vista]; Pensiero affettuoso sol menor; ed. amb Francesco Lucca, Milà OCLC 497020021
- Luna di miele [Lluna de mel]: Capriccio en re major; ed. amb Francesco Lucca, Milà; 1884[40]
- Nell'harem [Im Harem]: Pensament gràcil Es-dur; ed. amb Giovanni Canti, Milà[41]
- Non oso! [No m'atreveixo]: Capriccietto; al casament de Lina Farina i el Prof. Carlo Broggio; Tito di Gio. Ricordi i Francesco Lucca di G. Ricordi i C; 1892[42]
- Le nozze di Pulcinella [Les noces de Pulcinella]; Broma de signatura F-Dur; de; amb Francesco Lucca, Milà[43]
- Il Reno [Der Rhein]: Valzer elegante; hrsg. bei Giovanni Canti, Mailand; prämiert mit einer Medaille bei der Ausstellung der schönen Künste in Alessandria 1870[44][45]
- Rimembranze di Torino [Memòries de Torí]: Mazurka elegant mi bemoll major; ed. amb Giovanni Canti, Milà; guardonat amb medalles d'or, plata i bronze, així com diplomes honorífics en diferents concursos[46]
- Sorriso e pianto [Somriures i llàgrimes]: Capriccio grazioso La bemoll major; ed. amb Giovanni Canti, Milà; guardonat amb una medalla a l'Exposició de Belles Arts d'Alessandria[47]
- Storielle amorose [Històries d'amor]: Il·lustració melòdica sol major; ed. amb Giovanni Canti, Milà[48] Strali d’amore [Pfeile der Liebe]: Scherzo caratteristico Es-Dur; hrsg. bei Giovanni Canti, Mailand; prämiert mit einer Medaille bei der Ausstellung der schönen Künste in Alessandria[49]
- Strali d’amore [Fletxes d'amor]: Scherzo característic mi bemoll major; ed. amb Giovanni Canti, Milà; guardonat amb una medalla a l'Exposició de Belles Arts d'Alessandria[50]
- Vita coniugale [Vida matrimonial]: Capriccio alla mazurka en mi bemoll major; ed. amb Giovanni Canti, Milà[51]

Des Weiteren komponierte er Klaviermusik, Kammermusik, Orgelstücke und Lieder.
També va compondre música per a piano, música de cambra, peces d'orgue i cançons.

## Premis
A més dels premis per les seves dues composicions Caino e Abele i Messa da Requiem, va guanyar altres premis en exposicions i concursos. Va rebre l'Orde de la Corona d'Itàlia Classe d'Ordre Cavaller.